# Justyna Kurczak
Justyna Kurczak (ur. 1945,  zm. 25 czerwca 2021) – polska historyczka filozofii.

## Życiorys
Studiowała filologię polską i filozofię na Uniwersytecie Łódzkim. W 1980 roku obroniła pracę doktorską Brodziński – Mochnacki: historia a ideał moralny, a w 2001 habilitowała się na podstawie pracy zatytułowanej Historiozofia nadziei. Romantyczne słowianofilstwo polskie. W latach 1972–2014 pracowała w Katedrze Historii Filozofii Instytutu Filozofii UŁ, ostatnio na stanowisku profesora nadzwyczajnego. Pod jej główną redakcją ukazały się tomy VI i VII rosyjsko-polsko-angielskiego leksykonu Idee w Rosji. Zajmuje się filozofią polską, filozofią kultury i historią idei.

## Wybrane publikacje
Redakcje prac zbiorowych
- Idei v Rossii = Idee w Rosji = Ideas in Russia: leksykon rosyjsko-polsko-angielski, t. 6, pod red. Justyny Kurczak, Łódź: Wydawnictwo Ibidem 2007.
- Idei v Rossii = Idee w Rosji = Ideas in Russia: leksykon rosyjsko-polsko-angielski, t. 7, pod red. Justyny Kurczak,Łódź: Wydawnictwo Ibidem 2009.